# Criss (Album)
Criss ist der Titel der ersten Veröffentlichung der von dem US-amerikanischen Schlagzeuger Peter Criss gegründeten gleichnamigen Hardrock-Band. Es handelte sich um eine EP, die fünf Titel enthielt.

## Hintergrund
Nach seinen kommerziell wenig erfolgreichen Soloalben, die er 1980 und 1982 nach seiner Trennung von Kiss veröffentlicht hatte, hatte Peter Criss mit mehreren anderen Projekten versucht, musikalisch wieder Fuß zu fassen. Zu diesen Projekten gehörten „The Alliance“ (1984–1985, mit Stan Penridge), „Balls Of Fire“ (1986) und „The Tree“ / „The Keep“ (1989–1991, mit Mark St. John), doch mit keiner gelangte er bis zu einer Veröffentlichung. Gemeinsam mit den Musikern Mark Montague (Bass), Kirk Miller (Leadgitarre), Mike Stone (Gesang) gründete er dann „Criss“.
Die Band nahm im Juli 1993 die für das Album geplanten Titel auf, die im Oktober 1993 auf der EP veröffentlicht wurden. Die limitierte und nummerierte Ausgabe wurde per Mailorder vertrieben, und das Cover zeigte den Schlagzeuger mit einem zur Hälfte mit seinem im Kiss-Make-Up geschminkten Gesicht.
Der Titel The Cat beschäftigt sich mit den neun Leben der Katze, ist aber eindeutig auf Peter Criss’ Lebensgeschichte bezogen, weil er in den einzelnen Strophen Episoden seines Lebens nutzt und sich selbst als die Katze darstellt, die er bei Kiss ja verkörpert hatte.
Die Band nahm auch das Lied Beth neu auf, das Kiss 1976 den ersten großen Radio-Hit beschert hatte.

## Rezeption
Das Album erzielte keinerlei kommerziellen Erfolg und erhielt keine Auszeichnungen. Der Rezensent Jan Jaedike schrieb im deutschen Magazin Rock Hard:

„Auf dem selbstbetiteltem Mini-Album, das auch in einer streng limitierten & signierten Auflage erschienen ist und auf dessen Cover sich Peter im Halb-Make-up zeigt, reicht es immerhin für vier neue Songs, von denen der Drummer zwei selbst singt. Darüber hinaus konnte er sich eine mit Akustikklampfe intonierte 'Beth'-Version nicht verkneifen.[...] Was das neue Material angeht, waren Kracher vom Kaliber eines 'Baby Driver' oder 'Dirty Livin' von Herrn Criss 1994 ohnehin nicht zu erwarten, aber ob der eher durchschnittliche, balladenlastige Hardrock, den er mit seiner recht jungen Begleitband zusammengschustert hat, Bestand haben wird, bezweifle ich. Höchstens 'Show Me' könnte im Notfall noch als mittelprächtiger Song seines ehemaligen Arbeitgebers durchgehen.“

## Titelliste
1. 4:37 – The Cat (Criss, Montague, Miller, Stone)
2. 4:05 – Show Me (Montague, Stone, Criss, Bardowell)
3. 4:37 – Good Times (Criss, Miller, Montague)
4. 3:09 – What You’re Doin’ (Criss, Montague, Stone, Miller)
5. 2:09 – Beth (Criss, Ezrin, Penridge)